# Tricot (dans)
Een tricot is een Bretonse volksdans. Het is de combinatie van een an-dro en een hanter dro. De maat is afwisselend 4/4 met 4/4 + 2/4. De dans is een reidans.
Men begint de dans als een an-dro en verandert naar een hanter dro. Daarna verandert men weer naar een an-dro en dit gaat zo de hele tijd door. De afwisseling wordt duidelijk gemaakt door de muziek. Meestal wordt de omwisseling gemaakt om de 4 maten of een veelvoud hiervan. Bij de omwisseling van andro naar hanter dro houdt men de pinken vast, terwijl men de rechterarm over de linkerarm van de buur doet. Het is de bedoeling om figuren te vormen, zoals spiralen voorwaarts en achterwaarts en met twee rijen door elkaar. Het is de taak van de leider (de eerste van de rij, van links te beginnen tellen) om deze figuren te vormen.
De dans is, zoals vele volksdansen, ontstaan op het platteland. Men deed deze dans op akkers en stampte op deze manier de grond aan. De dans is een variatie op de an-dro en een hanter dro. Deze dansen werden gebruikt om de arbeid leuker te maken.